# Coração Selvagem (álbum de Rosanah Fienngo)
Coração Selvagem é o segundo álbum de estúdio da cantora brasileira Rosanah Fienngo, lançado pela Epic Records em 1987. A canção "O Amor e o Poder", versão de "The Power da Love" da cantora Jennifer Rush, foi usada como tema da personagem Jocasta na novela Mandala da Rede Globo, e tornou-se o maior sucesso da cantora. Outros sucessos do álbum foram "Nem Um Toque", "Bem-me-quer", "Tudo É Vida (Everything Is Love)" (com participação do cantor Gregory Abbott) e "Custe o que Custar".
O álbum vendeu 300 mil cópias.

## Recepção da crítica
Edgar Augusto, do Diário do Pará, fez uma crítica negativa, destacando que o álbum "prova de forma contundente como a máquina tem o poder de transformar uma intérprete nova, cheia de recursos, num produto de venda descartável e ordinário".
No Jornal do Brasil, Jamari França, Joaquim dos Santos, Luis C. Mansur, Paulo Adario e Tárik de Souza classificaram o álbum como "ruim". João Máximo o classificou como "razoável".

## Faixas
Lado A
| N.º | Título                             | Compositor(es)                                    | Duração |  |
| 1.  | "Coração Selvagem"                 | Cláudio Rabello, Erich Bulling                    |         |  |
| 2.  | "Bem-me-quer"                      | Michael Sullivan , Paulo Massadas                 |         |  |
| 3.  | "Bole Bole"                        | Lulu Santos                                       |         |  |
| 4.  | "Custe o Que Custar"               | M. Sullivan, P. Massadas                          |         |  |
| 5.  | "Princípio do Amor"                | C. Rabello, E. Bulling                            |         |  |
| 6.  | "O Dom do Nosso Amor (Lovin' You)" | Minnie Riperton , Richard Rudolph, Ronaldo Bastos |         |  |

Lado B
| N.º | Título                                   | Compositor(es)                                                                  | Duração |  |
| 1.  | "Tudo É Vida (Everything Is Love)"       | M. Sullivan, P. Massadas, Gregory Abbott                                        |         |  |
| 2.  | "O Amor e o Poder (The Power of Love)"   | Candy De Rouge, Gunther Mende, Jennifer Rush , Mary Susan Applegate, C. Rabello |         |  |
| 3.  | "Em Nome da Paixão (Doesn't Matter Now)" | Michael Omartian, Bruce Sudano, Richard Marx , R. Bastos                        |         |  |
| 4.  | "Uma Paixão"                             | C. Rabello, E. Bulling                                                          |         |  |
| 5.  | "Nem Um Toque"                           | M. Sullivan, P. Massadas                                                        |         |  |